# Francesco Piticchio
Francesco Piticchio   (Palerm, segle XVIII - Palerm, 1800) va ser un compositor italià.
Piticchio va néixer probablement a Palerm, la data de naixement és desconeguda. El 1760 es va convertir en un cap de banda musical a la seva ciutat natal. El 1777 va viure a Roma, on va presentar la seva primera òpera Il ciarlatano accusato i va col·laborar amb Giuseppe Gazzaniga a l'òpera Il marchese di Verde Antico, que es va estrenar al "Teatro Capranica" al gener de l'any següent.
El 1782 va viatjar amb una companyia italiana de teatre a Alemanya, on va treballar com a compositor i clavecinista a Braunschweig, Dresden i en altres ciutats alemanyes. El 1787, en el moment de l'estrena de l'òpera Don Giovanni de Mozart, va ser director del "Teatre Nostic" (ara Estates) a Praga.
Després de poc temps a Viena, va tornar a Itàlia. Es va establir a Nàpols i el 13 d'agost de 1798 es va estrenar la seva última òpera La vendetta de Medea al Teatro San Carlo. Després de l'esclat de la Revolució de Nàpols el 1799, (República Partenopea), va anar a Palerm, on probablement va morir el 1800.

## Alguns treballs
- Il ciarlatano accusato (dramma giocoso, 1777, Roma o Venècia)
- Il marchese di Verde Antico (intermezzo, col·laboració Giuseppe Gazzaniga, 1778, Roma)
- Didone abbandonata (òpera seria, llibret de Pietro Metastasio, 1780, Palerm)
- Il militare amante (dramma giocoso, 1781, Roma)
- Gli amanti alla prova (dramma giocoso, llibret de Giovanni Bertati, 1785, Dresden)
- Il Bertoldo (dramma giocoso, llibret de Lorenzo da Ponte, 1787, Viena)
- La vendetta de Medea (òpera seria, llibret d'O. Balsamo, 1798, Nàpols)